# Dunnigan (Kalifornija)
Dunnigan je naseljeno područje za statističke svrhe u američkoj saveznoj državi Kalifornija. Prema popisu stanovništva iz 2010. u njemu je živjelo 1,416 stanovnika.